# ТВ-град
ТВ-град (на датски: TV-Byen) е бивша централа на датската национална радиопредавателна корпорация ДР, намираща се в гр. Гладсаксе (община Гладсаксе, Столичен регион), на около 14 km северозападно от центъра на Копенхаген, Дания.
ДР се мести в настоящата си централа ДР град през 2007 г. След напускането от ДР на комплекса, на площ от 207 000 m2 са изградени нови офисни, жилищни и търговски площи.

## История
Сградата Радиохусел (Radiohuset) в гр. Фредериксберг е завършена като нов дом на ДР през 1945 г. Проектирана е от Вилхелм Лаурицен. През 1950-те години, с нарастването на ролята на телевизионните медии, тя вече е прекалено малка, за да покрива нуждите на ДР. Организира се проектантски конкурс за нов център на ДР в гр. Гладсаксе, който е спечелен от студиото на Вилхелм Лауритцен. Тяхното печелившо предложение е проектирано от Моргенс Боертман.
Построеното през първата фаза на проекта е открито от крал Фредерик IX Датски през 1966 г. Изграденото през втората фаза на проекта, която включва 14-етажна административна сграда, е открито през 1970 г. Последната фаза на проекта, включваща Новинарската сграда, е завършена няколко години по-късно.
В централата Тв-град се помещават цялата администрация, телевизионни и филмови студиа, отделът за костюми, работилници и места за други дейности. Повечето от излъчванията на ДР радио, като концертната зала ДР, продължават да са в Радиохусел. Вечерните новини, ТВ вестникът на телевизия ДР са излъчвани от Радиохусел до 7 октомври 1983 г.
През 2006-2007 г. ДР напуска ТВ-град след построяването на новата им централа ДР град на Йорстад, Копенхаген.

## Реконструкция
През 2000 г. фирмите за недвижими имоти Sjælsø Gruppen и Ejendomsselskabet St. Frederikslund закупуват от ДР нейните предишни централи ТВ-град и Радиохусел за 780 милиона датски крони.
Имотът в Гладсаксе с 207 000 m2 площ се състои от 30 сгради с обща площ от 100 000 m2. Подробният устройствен план за ТВ-град е приет през 2005 г. Консултантската одитна и счетоводна компания Ernst & Young се настанява в офис сградата през 2009 г.